# Marianne Ebeling
Marianne Ebeling, född 18 februari 1930 i Uppsala, död 7 juli 1979, var en svensk konstnär, tecknare och grafiker. Hon växte upp och var verksam i Torshälla.

## Biografi
Ebelings far var konstnären och keramikern Allan Ebeling och hennes mor hette Nilda Maria Ebeling, utbildad vid Wilhelmssons målarskola i Stockholm. Ebeling var äldst av tre syskon: Harriet, Karin och Nadja.
Familjen umgicks med andra konstnärer i Torshälla bland andra Oswald Larsson och Folke Hellström Lind. Ebeling tog stort intryck av sin kreativa hemmiljö och visste tidigt att det var konstnär hon skulle bli.
Från 1955 till 1959 gick Ebeling på Valands konstskola i Göteborg. Hon sägs ha varit en begåvad elev. Hon åkte även på studieresor i Skandinavien och Europa. Redan under studieåren ställde hon ut i Eskilstuna.
År 1960 höll Ebeling sin första separatutställning i Eskilstuna. Under 60- och 70 talet ställde Marianne ut mycket. År 1975 gjorde hon en diptyk i olja på duk som heter "Molnlandskap" för Edvardslundsskolan i Torshälla. Hon fann inspiration på hennes många resor. Många av Ebelings verk finns på Ebelingmuseet. Ebeling är begravd på Torshälla kyrkogård i anslutning till Allan, Allans mor Anna Ebeling och Nilda Maria.

### Verklista i urval
- 1957 - Träd och cyklar
- 1960 - Astrid
- 1961 - Självporträtt
- 1966 - Porträtt
- 1968 - Tusse på trasmattan
- 1969 - Självporträtt
- 1972 - Siesta
- 1975 - Risto på gunghästen
- 1978 - Porträtt i januari